# Dahuang (socken i Kina, Shandong)
Dahuang (kinesiska: 大黄乡, 大黄) är en socken i Kina. Den ligger i provinsen Shandong, i den östra delen av landet, omkring 42 kilometer nordväst om provinshuvudstaden Jinan. Antalet invånare är 26 609. Befolkningen består av 13 156 kvinnor och 13 453 män. Barn under 15 år utgör 16,0 %, vuxna 15-64 år 73 %, och äldre över 65 år 10,0 %.
Genomsnittlig årsnederbörd är 818 millimeter. Den regnigaste månaden är juli, med i genomsnitt 297 mm nederbörd, och den torraste är januari, med 5 mm nederbörd.